# Dzoragyugh, Lori
Dsoragyugh là một đô thị thuộc tỉnh Lori, Armenia. Dân số ước tính năm 2011 là 233 người.